# Challa Mayu
Challa Mayu es una localidad boliviana perteneciente al municipio de Tinguipaya de la provincia de Frías en el Departamento de Potosí.  
Según el último censo de 2012 realizado por el Instituto Nacional de Estadística de Bolivia (INE), la localidad cuenta con una población de 152 habitantes y está situada a 3.946 metros sobre el nivel del mar.

## Demografía
La población de la localidad ha disminuido en un 25% en las últimas dos décadas:
| Año  | Población | Fuente |
| ---- | --------- | ------ |
| 1992 | -         | Censo  |
| 2001 | 200       | Censo  |
| 2012 | 152       | Censo  |

## Transporte
Challa Mayu se ubica a 89 kilómetros por carretera al noroeste de Potosí, capital del departamento homónimo.
Desde Potosí, la carretera nacional Ruta 1 conduce hacia el norte a través de Tinguipaya hasta Challa Mayu y luego a Poopó, Oruro y El Alto, y hasta Desaguadero en el lago Titicaca.
En Challa Mayu, un camino rural se bifurca en dirección noreste de la Ruta 1, que luego de 20 km llega al poblado de Anthura, que a su vez se encuentra a cinco kilómetros al oeste del río Tinguipaya.